# 奧達爾卡河
奧達爾卡河（羅馬化：Reka Odarka），又称小撒里母河或小三里木河（满语：Ajige Sarma Bira）是俄羅斯的河流，屬於斯帕索夫卡河的支流，由濱海邊疆區負責管轄，河道全長39公里，流域面積約509平方公里，总落差623米，宽5至8米，深0.4至0.7米，在距河口5公里处注入斯帕索夫卡河。

## 引用
1. ↑  А·П·穆拉诺夫. . 列宁格勒: 气象出版社. 1966 （俄语）.
2. ↑  . 列宁格勒: 气象出版社 （俄语）.
3. ↑  Т·А·基谢尔科瓦娅. . 列宁格勒: 气象出版社. 1977 （俄语）.
4. ↑  . Verumwiki.   [2024-01-02]. （原始内容存档于2024-01-02） （俄语）.